# 메이플 (소프트웨어)

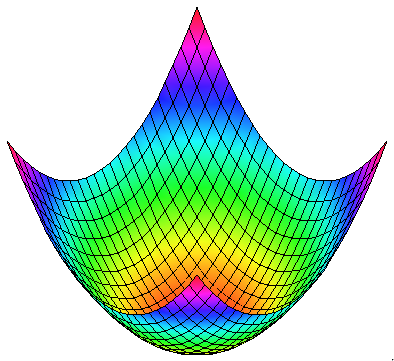

메이플(영어: Maple)은 수학 관련 소프트웨어이다. 캐나다 온타리오주 워털루 대학교에 있던 심볼릭 컴퓨테이션 그룹(Symbolic Computation Group)이 1981년에 처음 개발하였다.
1988년부터 워털루 메이플사(Waterloo Maple Inc.)가 상용화하였으며 2014년 현재 메이플 18.0까지 나와 있다. 다른 수학 프로그램 소프트웨어에 비해 보다 전통적인 수학 표기법을 사용하고 있어 비교적 익히기 쉽다. 많은 대학교에서 수학 및 과학계산 프로그램으로 활용하고 있다. 메이플의 커널은 C 언어로 만들어졌다.

## 버전 역사
- Maple 1.0: January, 1982
- Maple 1.1: January, 1982
- Maple 2.0: May, 1982
- Maple 2.1: June, 1982
- Maple 2.15: August, 1982
- Maple 2.2: December, 1982
- Maple 3.0: May, 1983
- Maple 3.1: October, 1983
- Maple 3.2: April, 1984
- Maple 3.3: March, 1985 (최초 공개 버전)
- Maple 4.0: April, 1986
- Maple 4.1: May, 1987
- Maple 4.2: December, 1987
- Maple 4.3: March, 1989
- Maple V: August, 1990
- Maple V R2: November 1992
- Maple V R3: 1994년 3월 15일
- Maple V R4: January, 1996
- Maple V R5: 1997년 11월 1일
- Maple 6: 1999년 12월 6일
- Maple 7: 2001년 7월 1일
- Maple 8: 2002년 4월 16일
- Maple 9: 2003년 6월 30일
- Maple 9.5: 2004년 4월 15일
- Maple 10: 2005년 5월 10일
- Maple 11: 2007년 2월 21일
- Maple 11.01: July, 2007
- Maple 11.02: November, 2007
- Maple 12: May, 2008
- Maple 12.01: October, 2008
- Maple 12.02: December, 2008
- Maple 13: 2009년 4월 28일[2]
- Maple 13.01: July, 2009
- Maple 13.02: October, 2009
- Maple 14: 2010년 4월 29일[3]
- Maple 14.01: 2010년 10월 28일
- Maple 15: 2011년 4월 13일[4]
- Maple 15.01: 2011년 6월 21일
- Maple 16: 2012년 3월 28일[5]
- Maple 16.01: 2012년 5월 16일
- Maple 17: 2013년 3월 13일[6]
- Maple 17.01: July, 2013
- Maple 18: 2014년 3월 5일[7]
- Maple 18.01: May, 2014
- Maple 18.01a: July, 2014
- Maple 18.02: Nov, 2014
- Maple 2015.0: 2015년 3월 4일[8]
- Maple 2015.1: Nov, 2015
- Maple 2016.0: 2016년 3월 2일[9]
- Maple 2016.1: 2016년 4월 20일
- Maple 2016.1a: 2016년 4월 27일
- Maple 2017.0: 2017년 5월 25일[10]
- Maple 2017.1: 2017년 6월 28일
- Maple 2017.2: 2017년 8월 2일
- Maple 2017.3: 2017년 10월 3일
- Maple 2018.0: 2018년 3월 21일[11]
- Maple 2019.0: 2019년 3월 14일[12]

## 메이플 코드 예제
```
myfac
 
:=
 
proc
(
n::nonnegint
)

   
local
 
out
,
 
i
;

   
out
 
:=
 
1
;

   
for
 
i
 
from
 
2
 
to
 
n
 
do

       
out
 
:=
 
out
 
*
 
i

   
end
 
do
;

   
out

end
 
proc
;

```

"maps to" 화살표를 사용하여 단순한 함수 또한 정의가 가능하다:
```
 
myfac
 
:=
 
n
 
->
 
product
(
 
i
,
 
i
=
1.
.
n
 
)
;

```

## 같이 보기
- 프로그래밍 언어의 비교
- 수치 분석 소프트웨어 목록
- 수학 소프트웨어
- SageMath